# Hapalogenys analis
Hapalogenys analis är en fiskart som beskrevs av Richardson, 1845. Hapalogenys analis ingår i släktet Hapalogenys och familjen Hapalogenyidae. Inga underarter finns listade i Catalogue of Life.